# Cabrero (Chile)
Cabrero – miasto w Chile, w regionie Biobío, w prowincji Biobío.